# هيدينوري ماتسوبارا
هيدينوري ماتسوبارا (باليابانية: 松原秀典؛ بالكانا: まつばら ひでのり) هو رسام رسوم متحركة ياباني، ولد في 15 نوفمبر 1965 في تاكاوكا في اليابان.

## وصلات خارجية
- هيدينوري ماتسوبارا على موقع IMDb (الإنجليزية)
- هيدينوري ماتسوبارا على موقع ميوزك برينز (الإنجليزية)
- هيدينوري ماتسوبارا على موقع أول موفي (الإنجليزية)
- هيدينوري ماتسوبارا على موقع ديسكوغز (الإنجليزية)
- هيدينوري ماتسوبارا على موقع قاعدة بيانات الفيلم (الإنجليزية)
- هيدينوري ماتسوبارا على موقع ANN person (الإنجليزية)